# Manzâr, Bolgrad
Manzâr (în ucraineană Лісне, transliterat: Lisne) este un sat în comuna Borodino din raionul Bolgrad, regiunea Odesa, Ucraina.

## Demografie
Componența lingvistică a comunei Manzâr
     Rusă (69,8%)
     Română (21,32%)
     Ucraineană (6,3%)
     Bulgară (1,37%)
Conform recensământului din 2001, majoritatea populației comunei Manzâr era vorbitoare de rusă (69,8%), existând în minoritate și vorbitori de română (21,32%), ucraineană (6,3%) și bulgară (1,37%).